# Севастьянов, Виталий Иванович
Вита́лий Ива́нович Севастья́нов (8 июля 1935, Красноуральск, Свердловская область — 5 апреля 2010, Москва) — лётчик-космонавт СССР, кандидат технических наук (1965). Дважды Герой Советского Союза (1970, 1975). Член КПСС с 1963 года. Заслуженный мастер спорта СССР (1970). Депутат ГД РФ первого — четвёртого (1993—2007) созывов. Член фракции КПРФ.

## Биография
Родился 8 июля 1935 года в городе Красноуральске Свердловской области. В 1945 году семья Севастьяновых переехала в Сочи. В 1953 году, по окончании с золотой медалью сочинской средней школы № 9 имени Николая Островского, Виталий поступает в Московский авиационный институт имени Серго Орджоникидзе. В сентябре 1958 года, ещё будучи студентом, он начал работать по совместительству техником 9-го отдела ОКБ-1. По окончании МАИ имени С. Орджоникидзе, с апреля 1959 года работал инженером (с января 1964 года — старшим инженером) 9-го отдела ОКБ-1. С 1960 по 1963 годы Виталий Иванович читал курс лекций по механике космического полёта космонавтам Центра подготовки космонавтов. В июле 1964 года назначен на должность исполняющего обязанности начальника группы, а ноябре 1964 года был утверждён в должности начальника группы 90-го отдела. В том же году В. Севастьянов окончил аспирантуру 102 кафедры МАИ, а в апреле 1965 года защитил кандидатскую диссертацию, получив степень кандидата технических наук. В августе 1966 года Виталия Ивановича назначили на должность начальника сектора 731 отдела (отдел лётных испытаний) ЦКБЭМ, в том же году он окончил один курс вечернего отделения Университета марксизма-ленинизма при Московском горкоме КПСС.
В январе 1967 года Виталий Иванович был зачислен в группу гражданских специалистов № 3 испытателем (кандидатом в космонавты-испытатели), а в мае 1968 года — в отряд космонавтов.
В 1967—1969 годах Севастьянов входил в группу советских космонавтов, готовившихся по советским программам облёта Луны Л1/«Зонд» и посадке на неё Л3.
Полёт пилотируемого корабля «Зонд-7» по лунно-облётной программе был предварительно назначен на 8 декабря 1968 года. Севастьянов входил в состав одного из трёх сформированных экипажей. Но полёт (как и последующие) был отменён, несмотря на то, что экипажи написали заявление в Политбюро ЦК КПСС с просьбой разрешить немедленно лететь к Луне для обеспечения приоритета СССР (американцы планировали аналогичный пилотируемый полёт на 21—27 декабря 1968 года). Дело в том, что предыдущие беспилотные полёты кораблей «Зонд» (Л1) были полностью или частично неудачными из-за неотработанности корабля и ракеты-носителя «Протон». Приоритет остался за США — «Аполлон-8» в запланированные сроки совершил пилотируемый облёт Луны.
Севастьянов также входил в один из экипажей, которые должны были выполнить экспедиции на Луну с высадкой на неё командира экипажа (Севастьянов должен был оставаться на окололунной орбите) по параллельной лунно-посадочной программе, которая также была отменена ввиду полного проигрыша СССР в «лунной гонке» после успешной высадки американцев на Луну на «Аполлоне-11» в июле 1969 года.
С февраля по октябрь 1969 года Севастьянов проходил подготовку к полётам на кораблях типа «Союз» по программе группового полёта трёх кораблей со стыковкой в качестве бортинженера основного экипажа (вместе с А. Николаевым). С 13 по 18 октября 1969 года, во время полёта космического корабля «Союз-8», был дублёром А. Елисеева. С января по май 1970 года проходил подготовку в качестве бортинженера основного экипажа космического корабля «Союз» по программе автономного длительного полёта (вместе с Андрияном Николаевым).
После первого полёта («Союз-9»), который был отмечен очень тяжёлой реадаптацией космонавтов, инструктор-космонавт-испытатель (с июля 1970 года) В. И. Севастьянов продолжил тренировки в отряде космонавтов. С сентября 1970 по март 1971 года он проходил подготовку в качестве бортинженера четвёртого (резервного), а с мая 1971 по июнь 1971 года третьего (резервного) экипажа для полёта на орбитальную станцию «Салют» (вместе с А. Вороновым и Г. Добровольским, с февраля 1971 с А. Губаревым). С 6 по 30 июня 1971 года он вместе с А. Губаревым и А. Вороновым проходил подготовку в качестве бортинженера второго экипажа корабля «Союз-11» по программе второй экспедиции на орбитальную станцию «Салют», был дублёром В. Волкова. В августе 1971 года экипаж расформировали по причине прекращения эксплуатации станции «Салют» после гибели экипажа корабля «Союз-11».
С октября 1971 по июль 1972 года В. И. Севастьянов проходил подготовку к полёту на ДОС-2 в качестве бортинженера четвёртого (резервного) экипажа (вместе с П. Климуком), однако станция не вышла на орбиту из-за аварии ракеты-носителя. С октября 1972 по апрель 1973 года проходил подготовку к полёту на орбитальную станцию «Космос-557» в качестве бортинженера четвёртого (резервного) экипажа (вместе с П. Климуком), однако и эта станция была потеряна из-за отказа в системе управления.
С декабря 1973 по май 1974 года В. И. Севастьянов проходил подготовку к полёту на орбитальную станцию «Салют-4» в качестве бортинженера третьего (резервного) экипажа (вместе с П. Климуком). В связи с задержкой запуска станции в июле — декабре 1974 года проходил подготовку по той же программе в режиме поддержания тренированности. С января по март 1975 года проходил подготовку в качестве бортинженера второго (дублирующего) экипажа для полёта на орбитальную станцию «Салют-4» (вместе с П. Климуком). 5 апреля 1975 года во время полёта космического корабля «Союз-18-1» был дублёром О. Макарова. С апреля по май 1975 года Виталий Иванович проходил тренировки в качестве бортинженера основного экипажа по программе второй экспедиции на орбитальную станцию «Салют-4».
После второго полёта («Союз-18») В. И. Севастьянов продолжил тренировки в отряде космонавтов. С января 1977 года по февраль 1979 года он был командиром отряда космонавтов-испытателей НПО «Энергия», оставаясь одновременно инструктором-испытателем-космонавтом. Включался в составы экипажей, проходивших подготовку к полётам на орбитальную станцию «Салют-6». С 1983 по февраль 1984 года Виталий Иванович проходил подготовку в качестве бортинженера резервного экипажа по программе экспедиции посещения орбитальной станции «Салют-7» (вместе с А. Викторенко и, до ноября 1983 года, Р. Станкявичюсом).
С апреля 1985 года В. И. Севастьянов работал заместителем начальника отдела НПО «Энергия». В 1988 году Виталий Иванович начал подготовку в составе группы космонавтов по программе длительного полёта на орбитальный комплекс «Мир». С февраля по сентябрь 1989 года — в качестве бортинженера резервного экипажа (вместе с В. Афанасьевым и Р. Станкявичюсом), с сентября 1989 по февраль 1990 года — в качестве бортинженера резервного экипажа космического корабля «Союз ТМ-9» по программе шестой основной экспедиции на орбитальный комплекс «Мир» (вместе с В. Афанасьевым).
С марта 1990 года В. И. Севастьянов проходил подготовку в качестве бортинженера дублирующего экипажа космического корабля «Союз ТМ-10» по программе седьмой основной экспедиции на орбитальный комплекс «Мир» (вместе с В. Афанасьевым), однако в июне 1990 года по заключению врачей на Виталия Ивановича было наложено ограничение по длительности полёта. Так как кратковременных полётов на орбитальный комплекс «Мир» в то время не было, В. Севастьянов от подготовки к полёту был отстранён.
30 декабря 1993 года Виталий Иванович уволился из НПО «Энергия» и отряда космонавтов в связи с переходом на работу в Государственную Думу Российской Федерации.
Много лет подряд В. И. Севастьянов вёл на Центральном телевидении передачу «Человек. Земля. Вселенная». Он автор шести изобретений и одного открытия, избран академиком ряда зарубежных академий, в том числе Международной академии астронавтики.
Скончался 5 апреля 2010 года на 75-м году жизни в Москве после тяжёлой продолжительной болезни, предположительно лейкемии. 8 апреля похоронен на Останкинском кладбище рядом с могилой жены.

## Полёты в космос

### Союз-9

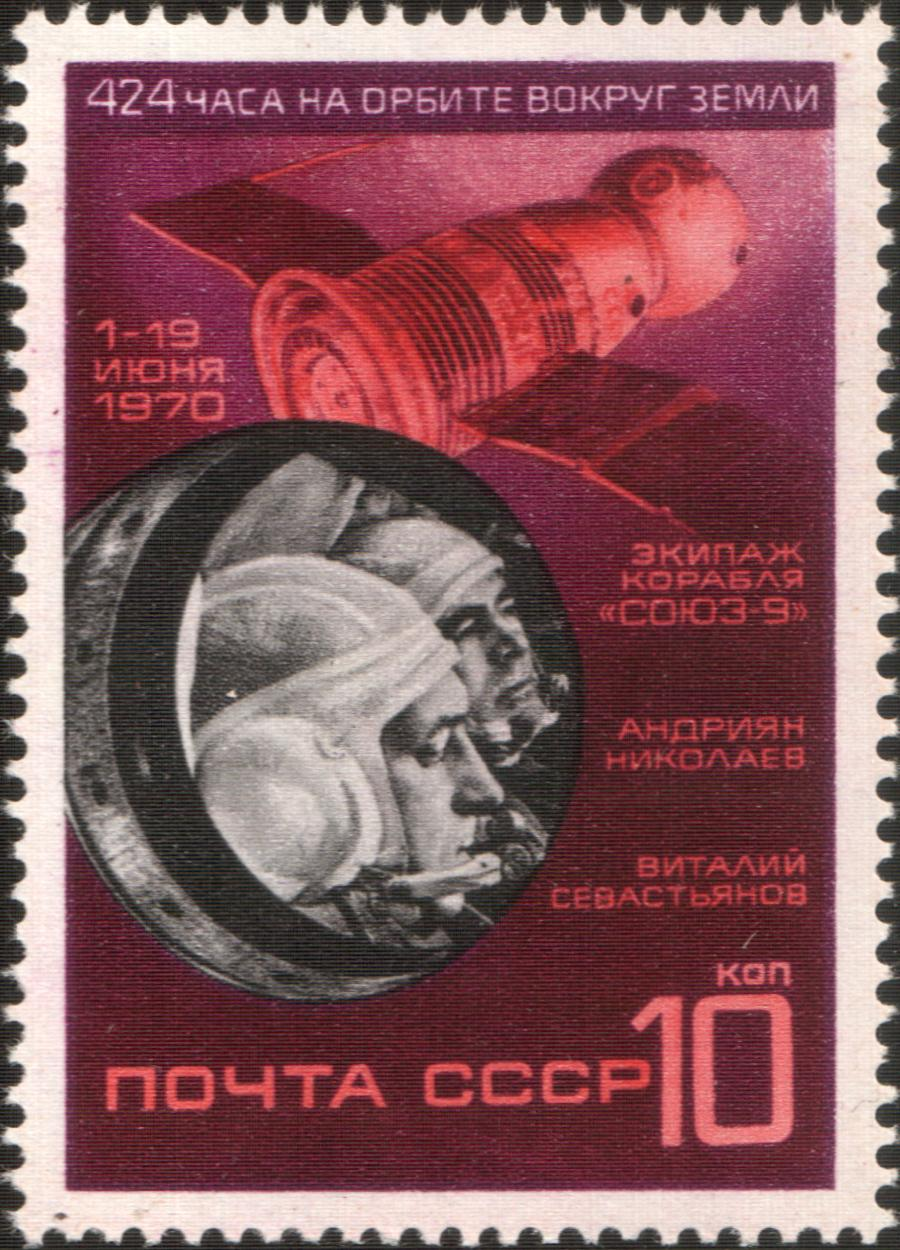
Марка СССР «Полёт космического корабля „Союз-9“» (1970, 10 копеек,

С 1 по 19 июня 1970 года В. Севастьянов совершил свой первый космический полёт в качестве бортинженера космического корабля «Союз-9» (вместе с Андрияном Николаевым). Программа полёта включала обширный комплекс научно-технических и медико-биологических исследований и экспериментов. Экипаж корабля установил мировой рекорд длительности пребывания в космосе — 17 суток 16 часов 58 минут 55 секунд. После возвращения из этого рекордного по продолжительности полёта космонавты испытывали серьёзные трудности при адаптации к земной гравитации («эффект Николаева»), что впервые поставило вопрос о необходимости разработки тренажёров для длительных космических полётов.

#### Шахматная партия «Космос — Земля»
Во время первого полёта на космическом корабле «Союз-9» Виталий Иванович участвовал в первой в мире шахматной партии, одна сторона которой находилась в космосе, а другая — на Земле. В партии, которая состоялась 9 июня 1970 года и закончилась вничью, В. Севастьянову и А. Николаеву противостояли помощник главкома ВВС по космосу генерал-полковник Н. Каманин и космонавт В. Горбатко. Партия продолжалась около 6 часов, так как обмен ходами происходил только в сеансах связи, а они были возможны лишь тогда, когда трасса полёта проходила над СССР. Для того чтобы фигуры в невесомости не разлетались по кораблю, были придуманы особые шахматы со специальными пазиками. В настоящее время этот комплект фигур и доска хранятся в Музее шахмат Центрального шахматного клуба на Гоголевском бульваре в Москве; ещё один комплект экспонируется в Музее космонавтики.

### Союз-18

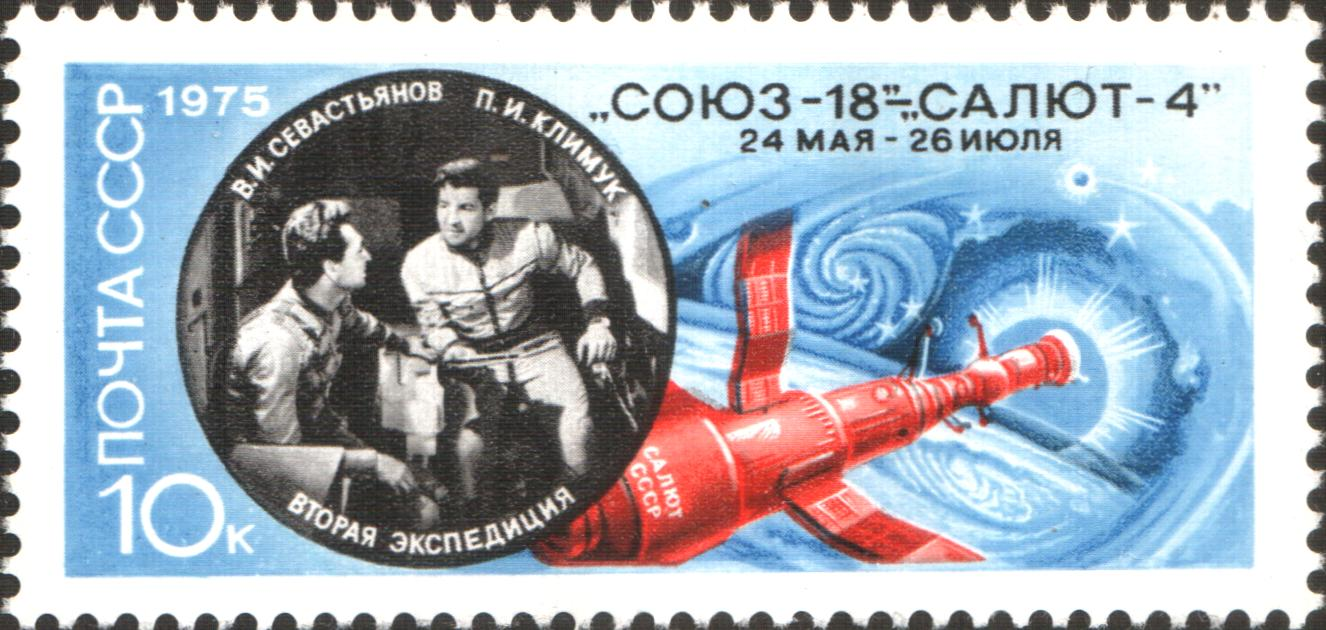
Почтовая марка СССР, «Полёт космонавтов П. И. Климука и В. И. Севастьянова на космическом корабле „Союз-18“», 1975, 10 копеек,

С 24 мая по 26 июля 1975 года совершил второй полёт в космос в качестве бортинженера космического корабля «Союз-18» (вместе с Петром Климуком) на орбитальную станцию «Салют-4». Во время полёта был выполнен большой комплекс исследований и экспериментов. Продолжительность полёта составила 62 суток 23 часа 20 минут.
За два полёта в космос Виталий Севастьянов налетал 80 суток 16 часов 19 минут 3 секунды.
Статистика
| # | Стартовый корабль | Старт, UTC        | Экспедиция           | Корабль посадки | Посадка, UTC      | Налёт                      | Выходы в открытый космос | Время в открытом космосе |
| - | ----------------- | ----------------- | -------------------- | --------------- | ----------------- | -------------------------- | ------------------------ | ------------------------ |
| 1 | Союз-9            | 01.06.1970, 19:00 | Союз-9               | Союз-9          | 19.06.1970, 11:58 | 17 суток 16 часов 58 минут | 0                        | 0                        |
| 2 | Союз-18           | 24.05.1975, 14:58 | Союз-18, Салют-4 (2) | Союз-18         | 26.07.1975, 09:37 | 62 суток 23 часа 20 минут  | 0                        | 0                        |
|   |                   |                   |                      |                 |                   | 80 суток 16 часов 18 минут | 0                        | 0                        |

## Общественно-политическая деятельность
- В 1976 году был делегатом XXV съезда КПСС.
- В 1977—1986 годах и 1988—1989 годах занимал пост председателя Шахматной федерации СССР. В данном статусе (в роли самого себя) появился в документальном фильме Виктора Семенюка «Карпов играет с Карповым» (1980).
- Член Экспертного совета Международного благотворительного фонда «Меценаты столетия».
- С 1989 года В. И. Севастьянов активно включился в политическую деятельность.
- Март 1990 — октябрь 1993 года — народный депутат РСФСР, избран по национально-территориальному округу 73 (Свердловская область) от фракции «Коммунисты России», блок «Российское единство». Член Совета национальностей Верховного совета Российской Федерации. Член комиссии Совета национальностей Верховного совета по культурному и природному наследию народов РФ и Комитета Верховного совета по международным делам и внешнеэкономическим связям.
- 12 декабря 1991 г., являясь членом Верховного совета РСФСР, проголосовал за ратификацию беловежского соглашения о прекращении существования СССР[8][9].
- Октябрь 1991 — январь 1993 года — сопредседатель Социалистической партии трудящихся, часть которой, включая Севастьянова, в дальнейшем влилась в КПРФ.
- Декабрь 1993 года — избран депутатом Государственной думы РФ I созыва по общефедеральному списку избирательного объединения КПРФ, член фракции КПРФ. С 1993 по 1995 год — член ЦИК КПРФ, с 1995 года — член ЦК КПРФ. Председатель Мандатной комиссии. Член Комитета по международным делам, подкомитета по контролю над вооружениями и международной безопасности.
- 17 декабря 1995 года — избран депутатом Государственной думы РФ II созыва по Туапсинскому одномандатному избирательному округу № 44 Краснодарского края, член фракции КПРФ. Член Комитета по международным делам и председатель Мандатной комиссии. Работал в комиссии Межпарламентской Ассамблеи государств — участников СНГ по внешнеполитическим вопросам. С августа 1996 года был членом Координационного совета общественного движения «Народно-патриотический союз России».
- Декабрь 1999 года — избран депутатом Государственной думы РФ III созыва по Туапсинскому одномандатному избирательному округу № 44 Краснодарского края, член фракции КПРФ. Председатель Мандатной комиссии, заместитель председателя Комиссии Государственной думы по проблемам устойчивого развития, член Комитета по международным делам, член Комиссии по геополитике.
- 8 декабря 2003 года — избран депутатом Государственной думы РФ IV созыва по 039 (Апшеронскому) избирательному округу Краснодарского края, член фракции КПРФ. Был членом Комитета Государственной думы по международным делам и Комиссии Государственной думы по мандатным вопросам и вопросам депутатской этики.
- 22 сентября 2007 года — постановлением XII (внеочередного) съезда КПРФ В. И. Севастьянов был выдвинут кандидатом в депутаты в Государственную думу РФ V созыва по региональной группе № 43 (Калужская область).

## Семья
Отец — Иван Григорьевич Севастьянов, шофёр. Мать — Татьяна Георгиевна Севастьянова (Вагина).

## Почётные звания и награды

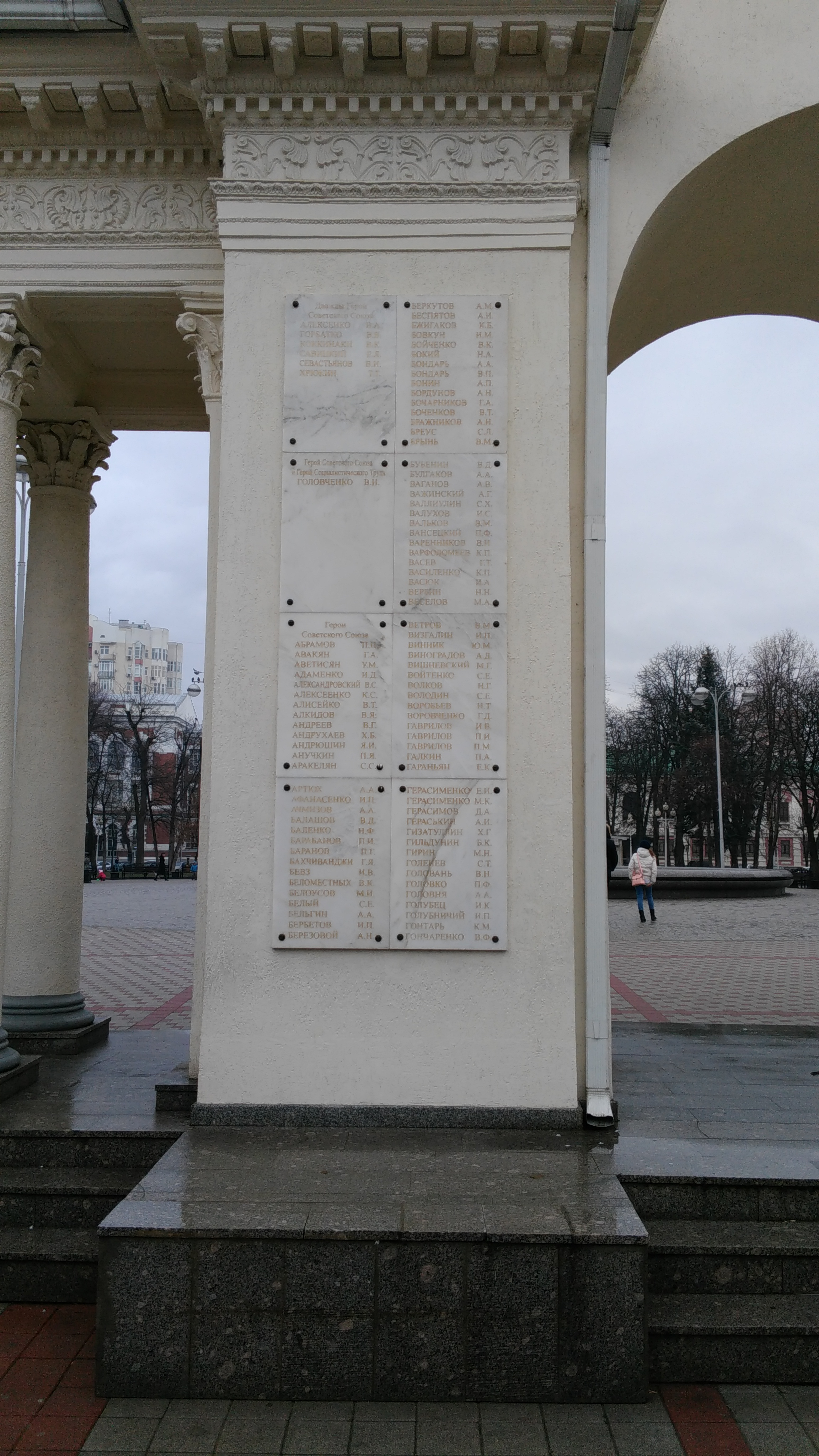
Имя Героя на мемориальной арке в Краснодаре (А-Г)

Бюст в Красноуральске

- Дважды Герой Советского Союза (Указы Президиума Верховного Совета СССР от 3 июля 1970 года и 27 июля 1975 года);
- Два ордена Ленина (3 июля 1970 и 27 июля 1975);
- Медаль «За доблестный труд. В ознаменование 100-летия со дня рождения В. И. Ленина» (1970);
- Орден «Ожерелье Нила» (Объединённая Арабская Республика, 1970);
- Орден святого благоверного князя Даниила Московского II степени (РПЦ, 2000);
- Золотая медаль имени К. Э. Циолковского Академии наук СССР;
- Золотая медаль имени Ю. А. Гагарина;
- Золотая медаль «За заслуги в развитии науки и перед человечеством» (Чехословакия);
- Медаль Коперника общества «Человек и Космос» (ФРГ);
- Высшая награда Международной академии астронавтики — премия имени Д. и Ф. Гуггенхеймов;
- Почётный диплом имени В. М. Комарова и медаль де Лаво (ФАИ);
- Государственная премия СССР (1978) — за цикл работ по медицинскому обоснованию и внедрению комплекса методов и средств профилактики неблагоприятного влияния невесомости на организм человека, обеспечивших возможность осуществления длительных пилотируемых космических полётов;
- премия Ленинского комсомола (1978) — за сценарий документального фильма «Обычный космос»;
- Государственная премия Эстонской ССР (1979);
- Лётчик-космонавт СССР (1970);
- Заслуженный мастер спорта СССР (1970);
- Почётный гражданин городов Калуга, Красноуральск, Гагарин, Сочи, Орск, Анадырь (Россия); Ленинабад, Нурек (Таджикистан); Караганда, Аркалык, Байконур (Казахстан); Боржоми (Грузия); Варна (Болгария); Лос-Анджелес, Хьюстон, Сиэтл, Сан-Франциско (США).
- Медаль ЦК КПРФ «90 лет Великой Октябрьской социалистической Революции»;
- Благодарность Президента Российской Федерации (2 марта 2000) — за большой вклад в становление и развитие отечественной и мировой космонавтики[10].
- Почётный знак ВЛКСМ

## Память
- Имя Героя увековечено на мемориальной арке в Краснодаре.
- Бюст Герою в Красноуральске
- 8 июля 2005 года в Сочи в городском парке «Ривьера» на аллее Космонавтов был открыт бюст в ознаменование заслуг и в честь 70-летия В. И. Севастьянова.
- В городе Красноуральске Свердловской области с 2004 года проходят Всероссийские турниры по самбо на призы Виталия Севастьянова. Эти турниры включены в календарный план спортивных соревнований Всероссийской федерации самбо.
- В 2011 году по инициативе коммунистов Белореченского районного отделения КПРФ (первый секретарь Н. В. Боровков) средней школе № 8 города Белореченска Краснодарского края присвоено имя В. И. Севастьянова и в честь этого 1 сентября 2011 года открыта мемориальная доска на здании школы.
- В 2019 году Указом Президента Российской Федерации от 31.05.2019 № 246 «О присвоении аэропортам имён лиц, имеющих особые заслуги перед Отечеством», имя В. И. Севастьянова получил международный аэропорт города Сочи[11].
- В 2023 году новому карьерному самосвалу БЕЛАЗ-7513D присвоено имя дважды Героя Советского Союза — лётчика-космонавта Виталия Ивановича Севастьянова. 21 декабря 2023 года состоялся торжественный запуск в эксплуатацию первого именного карьерного самосвала БЕЛАЗ-7513D грузоподъёмностью 130 тонн для филиала Волковского горно-обогатительного комбината АО «Святогор»[12][13].

## В культуре
- В российском фильме 2021 года «Чемпион мира» роль Севастьянова исполнил Дмитрий Миллер.
- в романе С Павлова «Лунная радуга» во второй книге «Мягкие зеркала» именем Виталия Севастьянова назван Центр академической переподготовки летного состава на Урале.

## Публикации

Обложка книги В. Севастьянова «Дневник над облаками» (библиотека журнала «Огонёк»)

В. И. Севастьянов является автором более 200 научных публикаций и книги «Дневник над облаками» (1977).